# Норенц, Вагаршак Танапетович
Вагаршак Танапетович Норенц (арм. Վաղարշակ Նորենց, настоящая фамилия — Ерицян, 13 сентября 1903, Сасон, Батман — 20 января 1973, Ереван) — армянский советский писатель. Один из первых представителей советской армянской поэзии.

## Биография
Писать начал очень рано, двенадцати лет от роду.
В начале 1920-х гг. опубликовал цикл лирических стихов «Белые сновидения». Стал членом литературного объединения «Ноембер» («Ноябрь»), возглавляемого Е. Чаренцем. Был членом Ассоциации пролетарских писателей Армении, состоял в ВКП(б).
В 1937—1954 годах находился в заключении.
Выступал как пропагандист творчества западноармянских писателей (Мецаренц, Сиаманто, Варужан и др.), один из инициаторов изданий их сочинений.

## Память
В Ереване на доме № 7 по улице Киевян установлена мемориальная доска.